# Поздний дриас
| Хронология                        | Похолодание/потепление (Восточная/Западная Европа) | Начало (тыс. лет назад) / ИКС (MIS) |
| --------------------------------- | -------------------------------------------------- | ----------------------------------- |
| Голоцен                           | Пребореальный период                               | Менее 11,7                          |
| Позднеледниковье                  |                                                    |                                     |
| Поздний дриас                     | 12,7                                               |                                     |
| Аллерёдское потепление            | 13,9                                               |                                     |
| Средний дриас                     | 14,1                                               |                                     |
| Бёллингское потепление            | 14,7 (MIS 1)                                       |                                     |
| Поздний пленигляциал              |                                                    |                                     |
| Ранний дриас                      | 16,9                                               |                                     |
| Вепсовская (Мекленбургская) фаза  | ~18                                                |                                     |
| Едровская (Померанская) фаза      | ~20                                                |                                     |
| Бологовская (Франкфуртская фаза)  | ~22,3                                              |                                     |
| Усвячская (Бранденбургская) фаза) | 24 (MIS 2)                                         |                                     |
| Дунаевское (Денекамп)             | ~28,2                                              |                                     |
| Средний пленигляциал              |                                                    |                                     |
| Шенское                           | ~30                                                |                                     |
| Ленинградское (Хенгело)           | ~39                                                |                                     |
| Ленинградское (Моерсхофт)         | ~47                                                |                                     |
| Кашинское (Эберсдорф)             | ~50                                                |                                     |
| Красногорское (Глинде)            | ~55,5                                              |                                     |
| Красногорское (Оерел)             | 58 (MIS 3)                                         |                                     |
| Ранний пленигляциал               |                                                    |                                     |
| Шестихинское (Шалкхольц)          | ~70 (MIS 4)                                        |                                     |
| Круглицкое (Оддераде)             | ~77 (MIS 5a)                                       |                                     |
| Лапландское (Редерсталь)          | ~85 (MIS 5b)                                       |                                     |
| Верхневолжское (Брёруп)           | ~93                                                |                                     |
| Верхневолжское (Амерсфорд)        | ~100 (MIS 5c)                                      |                                     |
| Курголовское (Хернинг)            | ~112 (MIS 5d)                                      |                                     |
| Микулинское межледниковье         |                                                    |                                     |
| ←Эемское потепление               | 128—117 (MIS 5e)                                   |                                     |

Поздний дриас (также верхний, редко молодой (младший) — калька с англ. Younger Dryas, дриас III) — в позднеплейстоценовой геохронологии завершающий (12,7 — 11,6 ± 0,1 тыс. лет назад) этап последнего оледенения, за которым последовал тёплый пребореальный период голоцена. Назван по цветку дриада восьмилепестная, характерному для холодных климатических зон.
Слово «поздний» в названии используется для отличения от двух других сходных этапов, «раннего» («нижнего») и «среднего».

## Изменения климата
Около 14 тысяч лет тому назад на Земле началось очень быстрое аллерёдское потепление (его скорость оценивается десятилетиями). В это время в средних широтах образовались условия, близкие к современным, хотя в других широтах было значительно холоднее. Однако, после нескольких тысячелетий таяния ледников и распространения лесов, климат Земли на короткое время вернулся к оледенению. Похолодание было очень резким (длительность около 100 лет). После примерно тысячи (по другим источникам, 1200-1300) лет холодного и сухого климата, климатические условия пришли к практически современным, опять на протяжении нескольких десятилетий. Началось современное межледниковье, голоцен.
В Европе примерно около 12 930 лет л. н. произошло извержение плинианского типа супервулкана Лах, в кальдере которого образовалось Лаахское озеро. Близлежащие территории оказались под пятидесятиметровым слоем вулканического пепла и пемзы, более мелкие частицы были, в основном, разнесены на юг до территории современной Северной Италии и на северо-восток — до территории современной России и Скандинавского полуострова.
В качестве причины, объясняющей как похолодание позднего дриаса, так и потепление на границе позднего дриаса и голоцена, называют изменения в термохалинной циркуляции в Северной Атлантике. Ослабление циркуляции вызывало сокращение переноса тепла из тропиков в высокие широты и понижение температуры на прилегающих областях материков. Предполагается, что изменения в характере термохалинной циркуляции были вызваны резкими изменениями количества пресной воды, поступавшей в Северную Атлантику, которые, в свою очередь, были обусловлены взаимодействием деградирующих покровных оледенений и рельефа подстилающей поверхности. Когда в процессе таяния Лаврентийского ледникового щита была освобождена котловина современного Верхнего озера, произошло изменение направления стока воды, поступающей от тающего ледника: вместо долины реки Миссисипи, впадающей в Мексиканский залив, массы пресной воды поступали по долине реки Святого Лаврентия непосредственно в Северную Атлантику. Дополнительными источниками пресной воды послужили воды Балтийского ледникового озера, первый спуск которого предшествовал похолоданию. Общее количество пресной воды, поступившей в Северную Атлантику в результате этих двух событий, оценивается в 9500 км3. Наступившее в результате этих событий похолодание вызвало кратковременное наступление ледников, которое привело к изоляции озера Агассис от Верхнего озера и резкому сокращению объёмов стока по реке Святого Лаврентия. Сокращение поступления пресной воды обеспечило восстановление термохалинной циркуляции в прежних объёмах и завершение похолодания.

### Метеоритная или кометная гипотеза
В феврале 2012 года Национальная академия наук США опубликовала доклад об обнаружении на дне мексиканского озера Куицео 10-сантиметрового слоя отложений из наноразмерных алмазов и ударных сферул, доказывающего падение метеорита, который мог повлиять на похолодание и массовое вымирание фауны. 
Гипотеза о том, что похолодание в позднем дриасе было вызвано падением метеорита (позднедриасовая импактная гипотеза или гипотеза кловисской кометы), подвергалась серьёзным сомнениям. В качестве контраргументов приводились: невозможность воспроизведения большинства результатов оригинального исследования другими учёными, ошибочная интерпретация данных и недостаток подтверждающих доказательств.
Тем не менее, исследование американских учёных в 2013 году показало, что метеорит упал в районе Квебека, на территории нынешней Канады, около 13 тыс. л. н. К таким выводам удалось прийти благодаря исследованию археологических находок, в которых содержался в значительных количествах силицид железа и никеля, который формируется только при нагревании до температуры более 2000 градусов по Цельсию, а также такие редкие металлы как осмий и иридий. Это могло повлиять на естественный ход температур.
Химический анализ почв на одиннадцати археологических стоянках, расположенных в разных частях США, показал, что на 8 участках концентрация платины в керне, имеющем возраст верхнего дриаса, в 12 раз превышает концентрацию в соседних слоях. Исследователи считают, что зафиксированная аномалия связана с падением астероида диаметром не более 1 км.
Учёные из Эдинбургского университета, проанализировав символы на колоннах древнейшего храмового комплекса Гёбекли-Тепе, предположили, что рисунки означают положение небесных тел, сопоставили их с картой созвездий того времени и пришли к выводу, что около 10950 года до н. э. на Землю могла упасть комета. Об этом свидетельствует также анализ отложений в чилийской части Патагонии времён позднего дриаса. 
В провинции Лимпопо (ЮАР) в местечке Wonderkrater учёные из Института эволюционных исследований Витватерсрандского университета и Университета Свободного государства обнаружили платину в керне возрастом 12744 лет до настоящего времени, полученном из залежи торфа. Источником платины в Wonderkrater может быть космическая пыль, которая рассеивалась в атмосфере Земли после удара метеорита в Гренландии. В Северной Америке в это время резко прекращается производство каменных орудий культуры Кловис, а в Южной Африке в некоторых частях, включая район вокруг пещеры Бумплаас, почти одновременно прекращается производство каменных артефактов индустрии Робберга (Robberg industry) позднего каменного века Африки (LSA).
В местности Пилауко Бахо (Pilauco Bajo) в Чили в отложениях возрастом 12800 лет (начало позднего дриаса) обнаружено множество микроскопических шариков, которые представляют собой ударные сферулы, а также микрочастицы угля и следы горения в образцах древней пыльцы. Фуллерены из этих отложений содержат гелий, что является признаком их внеземного происхождения.
Примерно 12800 лет назад на поселение Абу-Хурейра (Сирия) упали фрагменты крупного астероида или кометы. Высокие концентрации иридия, платины, никеля и кобальта предполагают смешивание расплавленного местного осадка с небольшим количеством метеоритного материала при температуре от 1720 °C до >2200 °C. Сферолиты из Абу-Хурейры аналогичны 700 сферолитам из 18 мест по всему миру.
В отложениях озера Уайт-Понд (Южная Каролина) узкий двухсантиметровый слой с повышенным содержанием платины, палладия и углерода (в виде сажи) имеет возраст 12785±58 лет назад. Ниже него концентрация спор-копрофилов снижается, а количество N-15[что?] резко колеблется, что указывает на сильное похолодание. Там же обнаружена пыльца холодолюбивой дриады восьмилепестной (Dryas octopetala).
Однако, соответствующий ударный кратер так и не был найден. Вымирание мамонтовой фауны произошло не в одночасье, как это должно было произойти при ударе метеорита или взрыве кометы, его пик был за тысячу лет до позднего дриаса (в период аллерёдского потепления) и завершилось оно на несколько тысяч лет позже. На основе исследований проб древних отложений в пещерах Китая, Индии, Узбекистана, Бразилии и Испании, австрийские учёные в 2020 году определили, что похолодание началось в Северной Атлантике 12870 лет назад, примерно за  50 лет до предполагаемой кометы. При этом в период сразу после падения кометы никаких существенных изменений климата в Гренландии не обнаружено.
Конец позднего дриаса датируется возрастом примерно 11,55 тыс. лет, полученным с помощью различных методов:
| 11,50 ± 0,05        | ka BP | — ледяные керны GRIP, Гренландия[31]                           |
| 11,53 + 0,04 − 0,06 | ka BP | — озеро Krakenes, западная Норвегия[32]                        |
| 11,57               | ka BP | — керны из залива Карьяко[исп.], Карибское море, Венесуэла[33] |
| 11,57               | ka BP | — дендрохронология (дуб/сосна), Германия[34]                   |
| 11,64 ± 0,28        | ka BP | — ледяные керны GISP2, Гренландия                              |

## Влияние на сельское хозяйство
Археологи часто связывают поздний дриас с распространением земледелия в Восточном Средиземноморье. Предполагается, что холодный и сухой климат позднего дриаса привёл к снижению экологической ёмкости территории Леванта, и оседлые племена ранней натуфийской культуры перешли к более мобильному натуральному хозяйству. Дальнейшее ухудшение климата, как считается, привело к началу возделывания злаков.
Несмотря на существование относительного консенсуса по поводу роли позднего дриаса в изменении характера натурального хозяйства натуфийской культуры, его связь с возникновением земледелия в конце данного периода всё ещё является предметом споров (подробнее см. статьи неолитическая революция, Плодородный полумесяц и доисторический Ближний Восток).